# Alebrijes de Oaxaca FC
Alebrijes de Oaxaca FC ist ein mexikanischer Fußballverein aus Oaxaca, der Hauptstadt des gleichnamigen Bundesstaates.

## Geschichte

### Start in der zweiten Liga
Nachdem die Stadt Oaxaca de Juárez letztmals im Zeitraum zwischen 2001 und 2006 in der zweiten mexikanischen Fußballliga vertreten war (zunächst zwischen 2001 und 2003 durch die Chapulineros und in den folgenden drei Spielzeiten durch Cruz Azul Oaxaca), bestand bei einheimischen Politikern und Unternehmern der Anspruch, wieder durch eine Mannschaft in der zweiten Liga vertreten zu sein.
Durch diverse Lizenzverschiebungen, die nach der Saison 2012/13 stattgefunden haben, ergab sich die Möglichkeit des Einstiegs zur Saison 2013/14. Auf diese Weise entstand ein neues Franchise, das nach dem Alebrije – einer in Oaxaca populären Holzfigur, mit der diverse Tierarten in phantasievollen und farbenfrohen Varianten dargestellt werden – benannt wurde.

### Clausura 2014
Einen sensationellen Lauf hatten die Alebrijes in der Clausura 2014 des mexikanischen Pokalwettbewerbs. Zunächst gewannen sie die Vorrundengruppe 3 vor den Tiburones Rojos Veracruz, den Lobos de la BUAP und dem Chiapas FC und anschließend setzten sie sich im Viertelfinale gegen die Gallos Blancos Querétaro und im Halbfinale gegen den CF Pachuca durch, bevor sie im Finale gegen die Tigres de la UANL unterlagen.

## Stadion
Wie ihre in der zweiten Liga vertretenen Vorgängervereine tragen auch die Alebrijes ihre Heimspiele im Estadio Benito Juárez von Oaxaca de Juárez aus.

## Erfolge
- Pokalfinalist: Clausura 2014